# Eva Chiavon
Eva Maria Cella Dal Chiavon (Chapecó, 16 de diciembre de 1960) es una enfermera obstetra y política brasileña. Fue Ministra Jefe de la Casa Civil de Brasil de forma interina entre marzo y mayo de 2016, durante la presidencia de Dilma Rousseff.

## Carrera
Fue jefa de personal en la Cámara de Diputados, jefa de la Casa Civil del Estado de Bahía entre 2007 y 2010 (durante la gobernación de Jaques Wagner), secretaria General del Ministerio de Planificación y secretaria general del Ministerio de Defensa. También participó en el consejo de administración del Banco Nacional de Desenvolvimento Econômico e Social (BNDES), siendo sustituida por Nelson Barbosa.
El 22 de marzo de 2016, fue anunciada como sucesora de Wagner como ministra de la Casa Civil, asumiendo interinamente el puesto en el lugar del expresidente Luiz Inácio Lula da Silva.
El 17 de octubre de 2016, fue nombrada asesora parlamentaria del Senado Federal.